# Danny Pugh
Daniel Adam Pugh (Manchester, 19 ottobre 1982) è un allenatore di calcio ed ex calciatore inglese, di ruolo centrocampista.

## Carriera
Ha giocato nella prima e nella seconda divisione inglese.

## Palmarès

### Giocatore

#### Competizioni regionali
- Midland Football League: 1

Hanley Town: 2021-2022